# بغنونية
البِغنونية البَغنُونِية أو البنيونيا (الاسم العلمي: Bignonia) هي جنس من النباتات يتبع فصيلة البنيونية من الرتبة الشفويات.